# Metro Algier
Die Metro Algier (arabisch مترو الجزائر العاصمة, DMG mitru aljazayir aleasima, französisch Métro d'Alger) ist ein im Aufbau befindliches U-Bahn-System in der algerischen Hauptstadt. Die Arbeiten begannen im Jahre 1981, die Eröffnung des ersten Abschnittes erfolgte am 31. Oktober 2011. Aktuell bedient eine Linie insgesamt 19 Haltestellen auf knapp 19 Streckenkilometern und erreicht damit täglich im Mittel rund 200.000 Fahrgäste.

## Geschichte
Im Juni 1981 entschied die algerische Regierung, eine unterirdische Metro in der Hauptstadt Algier zu bauen, um die Mobilität in der Millionenstadt zu erhöhen und um die Zahl der täglichen Staus zu senken. Dabei legte die Regierung ein Konzept vor, das den Bau dreier U-Bahn-Linien vorsah. Da Algerien jedoch 1986 aufgrund eines sinkenden Ölpreises in wirtschaftliche Schwierigkeiten geriet, wurde zeitweise eine Einstellung des Projektes erwogen.
Die ab 1993 mit der Realisierung beauftragten Unternehmen Geni Sider und Cosider hatten wegen Unerfahrenheit im Bereich des Tiefbaus große Schwierigkeiten mit der Bauausführung. Die politische Unsicherheit in Algerien bis hin zum Bürgerkrieg mit Terroranschlägen sorgte für weitere Verzögerungen des Metroprojektes. Ab 1999 wurde der Sprengvortrieb zum Tunnelbau zugelassen, um die Bauarbeiten zu beschleunigen.
Im Jahre 2006 vergab das Verkehrsunternehmen EMA (Entreprise Métro d’Alger), das auch gleichzeitig die Bauaufsicht führt, den Auftrag zum Weiterbau der Metro an ein Konsortium unter Führung der deutschen Siemens-Transportsparte (Siemens TS). Siemens beteiligte sich an dem Auftragsvolumen von insgesamt 380 Millionen Euro mit 145 Millionen Euro und war dabei für das allgemeine Projektmanagement, die Steuerung, Signale, Nachrichtentechnik, Versorgungsanlagen und Gleise verantwortlich. Das Konsortium umfasste außerdem den spanischen Fahrzeughersteller CAF, der insgesamt 14 Metrozüge, bestehend aus jeweils sechs Waggons, lieferte, und die französische Vinci Construction Grands Projets, die die Stationen, das Depot sowie Lüftungs- und Verwaltungsbauten errichteten.
Am 8. September 2011 begannen die Testfahrten und am 31. Oktober 2011 eröffnete der Staatspräsident Abdelaziz Bouteflika den ersten Streckenabschnitt, der kommerzielle Betrieb begann am Tag darauf. Betrieben wird die Strecke von der RATP El Djazaïr, einer Tochtergesellschaft der Pariser Verkehrsbetriebe. Gerechnet wurde damals mit 300.000 Fahrgästen pro Tag, ein Wert, der auch nach den bisher erfolgten drei Erweiterungen nicht annähernd erreicht wird.

## Strecken
| \| \| \| mögliche Verlängerung nach Draria \| \| \| \| \| Chevalley (in Planung) \| \| \| \| \| \| \| \| \| \| \| \| \| \| \| \| \| \| \| \| \| \| \| \| \| Triolet (im Bau seit 2019) Qued Koriche–Bouzaréah \| \| \| \| \| \| \| \| \| \| Trois Horloges Bab El Oued–Zghara \| \| \| \| \| Taleb Abderrahmane \| \| \| \| \| Märtyrerplatz \| \| \| \| \| Ali Boumendjel \| \| \| \| \| Tafourah - Grande Poste \| \| \| \| \| Khelifa Boukhalfa \| \| \| \| \| 1. Mai \| \| \| \| \| Aïssat Idir \| \| \| \| \| Hamma \| \| \| \| \| Jardin d'essai Mémorial \| \| \| \| \| \| \| \| \| \| Les Fusillés Palais de la Culture / Ligne Est \| \| \| \| \| Cité Amirouche \| \| \| \| \| Cité Mer et Soleil \| \| \| \| \| \| \| \| \| \| Haï El Badr \| \| \| \| \| \| \| \| \| \| Autoroute Nord-Sud \| \| \| \| \| Betriebswerk und Zugdepot \| \| \| \| \| Station des Ateliers \| \| \| \| \| \| \| \| \| \| Gué de Constantin \| \| \| \| \| Aïn Naâdja \| \| \| \| \| Mohamed Boudiaf \| \| \| \| \| Aïn Naâdja Gare RER Gare d'Alger–El Affroun/Zeralda \| \| \| \| \| Parc Urbain \| \| \| \| \| Mohamed Belarbi \| \| \| \| \| Jardin \| \| \| \| \| Cité 2004 (im Bau bis 2024) \| \| \| \| \| mögliche Verlängerung nach Eukalyptus \| \| \| \| \| Bachdjarah - Tennis \| \| \| \| \| Bachdjarah \| \| \| \| \| El Harrach Gare RER \| \| \| \| \| El Harrach Centre \| \| \| \| \| \| \| \| \| \| Hacen Badi \| \| \| \| \| Amar Bouraoui \| \| \| \| \| Beaulieu \| \| \| \| \| Oued Smar \| \| \| \| \| Universität Houari Boumédiène Ligne Est \| \| \| \| \| Cité Rabia Tahar \| \| \| \| \| Smaïl Yefsah \| \| \| \| \| Centre des Affaires \| \| \| \| \| RER nach Bab Ezzouar \| \| \| \| \| \| \| \| \| \| Flughafen (im Bau bis 2026) \| \| |  |                                                     |                                                     |
| |  | mögliche Verlängerung nach Draria                   |                                                     |
| U-Bahn-Bahnhof (Strecke außer Betrieb) (im Tunnel) |  | Chevalley (in Planung)                              | Chevalley (in Planung)                              |
| U-Bahn-Haltepunkt / Haltestelle (Strecke außer Betrieb) (im Tunnel) |  |                                                     |                                                     |
| U-Bahn-Haltepunkt / Haltestelle (Strecke außer Betrieb) (im Tunnel) |  |                                                     |                                                     |
| U-Bahn-Haltepunkt / Haltestelle (Strecke außer Betrieb) (im Tunnel) |  |                                                     |                                                     |
| Strecke von rechts und von rechts · U-Bahn-Haltepunkt / Haltestelle (Strecke außer Betrieb) (im Tunnel) |  |                                                     |                                                     |
| |  | Triolet (im Bau seit 2019) Qued Koriche–Bouzaréah   |                                                     |
| U-Bahn-Strecke (außer Betrieb) (im Tunnel) · Strecke von links und von rechts |  |                                                     |                                                     |
| |  | Trois Horloges Bab El Oued–Zghara                   |                                                     |
| U-Bahn-Haltepunkt / Haltestelle (Strecke außer Betrieb) (im Tunnel) |  | Taleb Abderrahmane                                  | Taleb Abderrahmane                                  |
| U-Bahn-Bahnhof (im Tunnel) |  | Märtyrerplatz                                       | Märtyrerplatz                                       |
| U-Bahn-Haltepunkt / Haltestelle (im Tunnel) |  | Ali Boumendjel                                      | Ali Boumendjel                                      |
| U-Bahn-Bahnhof (im Tunnel) |  | Tafourah - Grande Poste                             | Tafourah - Grande Poste                             |
| U-Bahn-Haltepunkt / Haltestelle (im Tunnel) |  | Khelifa Boukhalfa                                   | Khelifa Boukhalfa                                   |
| U-Bahn-Haltepunkt / Haltestelle (im Tunnel) |  | 1. Mai                                              | 1. Mai                                              |
| U-Bahn-Haltepunkt / Haltestelle (im Tunnel) |  | Aïssat Idir                                         | Aïssat Idir                                         |
| Strecke von rechts und von rechts · U-Bahn-Haltepunkt / Haltestelle (im Tunnel) |  | Hamma                                               | Hamma                                               |
| |  | Jardin d'essai Mémorial                             |                                                     |
| Strecke von rechts und von rechts · U-Bahn-Strecke (im Tunnel) |  |                                                     |                                                     |
| |  | Les Fusillés Palais de la Culture / Ligne Est       |                                                     |
| U-Bahn-Haltepunkt / Haltestelle (im Tunnel) · Strecke nach links |  | Cité Amirouche                                      | Cité Amirouche                                      |
| U-Bahn-Haltepunkt / Haltestelle (im Tunnel) |  | Cité Mer et Soleil                                  | Cité Mer et Soleil                                  |
| U-Bahn-Tunnelende |  |                                                     |                                                     |
| U-Bahn-Bahnhof |  | Haï El Badr                                         | Haï El Badr                                         |
| U-Bahn-Abzweig geradeaus und nach links · U-Bahn-Strecke von rechts |  |                                                     |                                                     |
| U-Bahn-Strecke |  | Autoroute Nord-Sud                                  | Autoroute Nord-Sud                                  |
| U-Bahn-Betriebs-/Güterbahnhof Streckenanfang und quer · U-Bahn-Abzweig geradeaus und nach rechts · U-Bahn-Tunnelanfang |  | Betriebswerk und Zugdepot                           | Betriebswerk und Zugdepot                           |
| U-Bahn-Haltepunkt / Haltestelle · U-Bahn-Strecke (im Tunnel) |  | Station des Ateliers                                | Station des Ateliers                                |
| U-Bahn-Tunnelanfang · U-Bahn-Strecke (im Tunnel) |  |                                                     |                                                     |
| U-Bahn-Haltepunkt / Haltestelle (im Tunnel) · U-Bahn-Strecke (im Tunnel) |  | Gué de Constantin                                   | Gué de Constantin                                   |
| U-Bahn-Bahnhof (im Tunnel) · U-Bahn-Strecke (im Tunnel) |  | Aïn Naâdja                                          | Aïn Naâdja                                          |
| U-Bahn-Haltepunkt / Haltestelle (Strecke außer Betrieb) (im Tunnel) · U-Bahn-Strecke (im Tunnel) |  | Mohamed Boudiaf                                     | Mohamed Boudiaf                                     |
| Strecke quer · U-Bahn-Strecke (im Tunnel) |  | Aïn Naâdja Gare RER Gare d'Alger–El Affroun/Zeralda | Aïn Naâdja Gare RER Gare d'Alger–El Affroun/Zeralda |
| U-Bahn-Haltepunkt / Haltestelle (Strecke außer Betrieb) (im Tunnel) · U-Bahn-Strecke (im Tunnel) |  | Parc Urbain                                         | Parc Urbain                                         |
| U-Bahn-Haltepunkt / Haltestelle (Strecke außer Betrieb) (im Tunnel) · U-Bahn-Strecke (im Tunnel) |  | Mohamed Belarbi                                     | Mohamed Belarbi                                     |
| U-Bahn-Haltepunkt / Haltestelle (Strecke außer Betrieb) (im Tunnel) · U-Bahn-Strecke (im Tunnel) |  | Jardin                                              | Jardin                                              |
| U-Bahn-Bahnhof (Strecke außer Betrieb) (im Tunnel) · U-Bahn-Strecke (im Tunnel) |  | Cité 2004 (im Bau bis 2024)                         | Cité 2004 (im Bau bis 2024)                         |
| U-Bahn-Strecke (im Tunnel) |  | mögliche Verlängerung nach Eukalyptus               | mögliche Verlängerung nach Eukalyptus               |
| U-Bahn-Haltepunkt / Haltestelle (im Tunnel) |  | Bachdjarah - Tennis                                 | Bachdjarah - Tennis                                 |
| U-Bahn-Haltepunkt / Haltestelle (im Tunnel) |  | Bachdjarah                                          | Bachdjarah                                          |
| Strecke quer |  | El Harrach Gare RER                                 | El Harrach Gare RER                                 |
| U-Bahn-Bahnhof (im Tunnel) |  | El Harrach Centre                                   | El Harrach Centre                                   |
| U-Bahn-Strecke von links (außer Betrieb) (im Tunnel) · U-Bahn-Strecke nach rechts (außer Betrieb) (im Tunnel) |  |                                                     |                                                     |
| U-Bahn-Haltepunkt / Haltestelle (Strecke außer Betrieb) (im Tunnel) |  | Hacen Badi                                          | Hacen Badi                                          |
| U-Bahn-Haltepunkt / Haltestelle (Strecke außer Betrieb) (im Tunnel) |  | Amar Bouraoui                                       | Amar Bouraoui                                       |
| U-Bahn-Haltepunkt / Haltestelle (Strecke außer Betrieb) (im Tunnel) |  | Beaulieu                                            | Beaulieu                                            |
| U-Bahn-Haltepunkt / Haltestelle (Strecke außer Betrieb) (im Tunnel) · Strecke von links |  | Oued Smar                                           | Oued Smar                                           |
| |  | Universität Houari Boumédiène Ligne Est             |                                                     |
| U-Bahn-Haltepunkt / Haltestelle (Strecke außer Betrieb) (im Tunnel) · Strecke nach links |  | Cité Rabia Tahar                                    | Cité Rabia Tahar                                    |
| U-Bahn-Haltepunkt / Haltestelle (Strecke außer Betrieb) (im Tunnel) |  | Smaïl Yefsah                                        | Smaïl Yefsah                                        |
| U-Bahn-Haltepunkt / Haltestelle (Strecke außer Betrieb) (im Tunnel) |  | Centre des Affaires                                 | Centre des Affaires                                 |
| U-Bahn-Kreuzung (im Tunnel) · Strecke von rechts |  | RER nach Bab Ezzouar                                | RER nach Bab Ezzouar                                |
| U-Bahn-Strecke (außer Betrieb) (im Tunnel) · Tunnelanfang |  |                                                     |                                                     |
| |  | Flughafen (im Bau bis 2026)                         |                                                     |

Die Strecken der Metro Algier sind normalspurig und durchgängig zweigleisig, weit überwiegend unterirdisch, werden im Rechtsverkehr betrieben und über eine von unten bestrichene Schiene mit Strom versorgt.
Die Haltestellen sind 115 Meter lang und 23 Meter breit, sie sind mit Außenbahnsteigen versehen. Lediglich die Station Haï El Badr verfügt über vier Gleise und drei Mittelbahnsteige. Erreichbar sind die in der Regel in 15 bis 20 Metern Tiefe befindlichen Stationen über wenigstens zwei bis zu sieben Zugänge. Alle Haltestellen, außer denen des ersten Streckenabschnittes, sind über Aufzüge auch für mobilitätseingeschränkte Menschen nutzbar.

### Chronik
| Eröffnungsdatum         | Linie      | Abschnitt                               | Länge   | Haltestellen | Bemerkungen                                                                                                |
| ----------------------- | ---------- | --------------------------------------- | ------- | ------------ | --- |
| 1. Dezember 2011        |            | Haï El Badr – Tafourah - Grande Poste   | 09,5 km | 10           | |
| 5. Juli 2015            |            | Haï El Badr – El Harrach Centre         | 04,0 km | 04           | |
| 10. April 2018          |            | Tafourah - Grande Poste – Märtyrerplatz | 01,7 km | 01           | weitere Haltestelle Ali Boumendjel am 18. Nov. 2018 eröffnet                                               |
| 10. April 2018          |            | Haï El Badr – Aïn Naâdja                | 03,6 km | 01           | weitere Haltestellen Station des Ateliers am 7. Sep. 2018 und Gué de Constantine am 18. Nov. 2018 eröffnet |
| 2024 geplant            |            | Aïn Naâdja – Cité 2004                  | 06,0 km | 06           | |
| I. Quartal 2026 geplant |            | El Harrach Centre – Flughafen           | 09,5 km | 09           | |
| seit 2019 im Bau        |            | Märtyrerplatz – Triolet                 | 02,0 km | 03           | |
| Gesamt                  | in Betrieb | 18,8 km                                 | 19      |              | |
| Gesamt                  | im Bau     | 17,5 km                                 | 18      |              | |

### Erster Bauabschnitt Haï el Badr – Tafourah
Der erste Abschnitt der Metro Algier ist 9,5 Kilometer lang und hat zehn Stationen. Die Strecke verläuft dabei im Süden in El Magharia im Kreis (Daïras) Hussein Dey in der Provinz Algier beginnend in Richtung Norden und folgt danach der Küstenlinie in Richtung Nordwesten bis Alger-Centre im Kreis Sidi M'Hamed. Sie ist durchgehend zweigleisig und verläuft, abgesehen von wenigen Hundert Metern zu Beginn, weitestgehend im Tunnel. Am südlichen Streckenende schließen sich das oberirdische Betriebswerk und Hauptzugdepot an.
Die Stationen tragen die Namen Haï el Badr, Cité Mer et Soleil, Cité Amirouche, Les Fusilles, Jardin d'Essai, Hamma, Aïssat Idir, Place du Premier-Mai, Khelifa Boukhalfa und Tafourah - Grande Poste. Die meisten Stationen bieten keine direkten Umsteigebeziehungen zu anderen Bahnlinien an, nur die Station Les Fusilles ist seit 2012 Umsteigestation zur Straßenbahn Algier.

### Verlängerung nach El Harrach Centre
Eine Verlängerung des ersten Streckenabschnittes um 4 Kilometer nach Südosten wurde im August 2008 begonnen. Die durchgehend zweigleisige Strecke überquert kurz nach dem Abzweig vom ersten Bauabschnitt auf einer 250 Meter langen Brücke die Autobahn A1, auch Autoroute Nord–Sud genannt, bevor sie unmittelbar danach in den Tunnel einfährt. Der Tunnel verläuft in rund 12 Metern Tiefe. Es entstanden dabei vier weitere Stationen: Bachdjarah - Tennis, Bachdjarah, El Harrach Gare und El Harrach Centre.  Alle Stationen dieser Erweiterung sind mit Aufzügen ausgestattet, die den Zugang von Personen mit eingeschränkter Mobilität erleichtern, sowie mit Rolltreppen und festen Treppen.
Am 8. Dezember 2014 begannen die ersten technischen Tests auf der Verlängerung. Die Erweiterung und ihre vier Stationen wurden am 4. Juli 2015 vom damaligen Ministerpräsident Abdelmalek Sellal eingeweiht und am folgenden Tag, dem algerischen Unabhängigkeitstag, in den kommerziellen Betrieb genommen.
Seit Inbetriebnahme dieser Verlängerung verzeichnete die U-Bahn von Algier einen Anstieg der Fahrgastfrequenz um 40 Prozent.

### Norderweiterung bis Märtyrerplatz
Im Norden in der Altstadt Algiers erfolgte mit Baubeginn im April 2009 eine Verlängerung des ersten Streckenabschnittes um weitere 1,7 Kilometer und zwei Haltestellen. Die durchgehend zweigleisige Strecke führt ausschließlich im Tunnel über die Haltestelle Ali Boumendjel zur neuen vorläufigen Endhaltestelle Märtyrerplatz.
Die Arbeiten an dieser Erweiterung wurden verzögert, weil archäologische Ausgrabungen rund um den Märtyrerplatz am Fuße der Kasbah (Weltkulturerbe) durchzuführen waren, nachdem überraschend historische Überreste aus römischer, byzantinischer und osmanischer Zeit die Erforschung und Sicherung dieser unterirdischen Stätten erforderlich machte. Als Folge aus diesen Funden wurde der Tunnel nicht in 19, sondern in 34 Metern Tiefe gebaut.
Diese Streckenerweiterung wurde am 10. April 2018 eröffnet, die Station Ali Boumendjel folgte allerdings erst am 13. November 2018.

### Verlängerung nach Aïn Naâdja
Für eine weitere Verlängerung des ersten Streckenabschnittes um 3,6 Kilometer nach Südwesten begannen im Sommer 2011 die Bauarbeiten. Die durchgehend zweigleisige Strecke führt nach dem Abzweig der Ostverlängerung auf einer 132 Meter langen Brücke entlang des Depots, erreicht die Haltestelle Station des Ateliers, bevor sie unmittelbar danach in den Tunnel einfährt. Es folgen zwei unterirdische Haltestellen: Gué de Constantine und die vorläufige neue Endstation Aïn Naâdja.
Die Verlängerung nach Südwesten wurde ebenfalls am 10. April 2018 eröffnet.

### Im Bau befindliche Abschnitte

#### Südverlängerung nach Cité 2004 (Baraki)
Im Bau befindet sich seit 2015 die Verlängerung des südwestlichen Streckenastes über Aïn Naâdja hinaus mit rund 6 Kilometern und 6 Haltestellen bis zur neuen Endstation Cité 2004 in der Gemeinde Baraki. Die zweigleisige Strecke wird vollständig unterirdisch verlaufen, die Haltestellen werden mit Aufzügen erschlossen. Ursprünglich war eine Teilinbetriebnahme für 2022 und der Abschluss der Arbeiten für 2023 geplant, jetzt ist von einer Eröffnung in der 2. Jahreshälfte 2024 auszugehen.

#### Ostverlängerung zum Flughafen
Ebenfalls seit 2015 im Bau ist die Erweiterung des östlichen Streckenastes von El Harrach Centre bis zum internationalen Flughafen Houari Boumedienne. Diese Verlängerung umfasst fast 10 Kilometer mit 9 Haltestellen und erschließt den östlichen Teil der Provinz Algier und einen großen Campus der Universität Algier in El Harrach. Hier wird erstmals eine Tunnelbohrmaschine (TBM) eingesetzt, sie hat 104 Meter Länge, bohrt eine Röhre mit 10 Metern Durchmesser und schaffte in durchschnittlich 35 Metern Tiefe 16 bis 24 Meter Vortrieb täglich. Der Tunneldurchbruch erfolgte im März 2024. Die Eröffnung der Ostverlängerung ist für 2026 vorgesehen.

#### Nordwestverlängerung nach Triolet (Bab El Oued)
Im Mai 2018 gab der Direktor der EMA bekannt, dass die Arbeiten zur Fertigstellung der U-Bahn-Linie zwischen dem Martyrerplatz und Bab El Oued mit dem Bau der Haltestelle in Bab El Oued bald beginnen werden und dass der Tunnel fast vollständig fertig ist. Am 6. Juli 2019 gab der Minister für öffentliche Arbeiten bekannt, dass die Regierung dem nationalen Unternehmen Cosider den Auftrag für die Verlängerung der U-Bahn vom Martyrerplatz bis Bab El Oued über 2 Kilometer mit den 3 neuen Haltestellen Taleb Abderrahmane, Trois horloges und der neuen Endstation Triolet für einen Betrag von 22,85 Milliarden DZD, seinerzeit umgerechnet rund 170 Millionen Euro, erteilt hat.

### Weitere Planungen

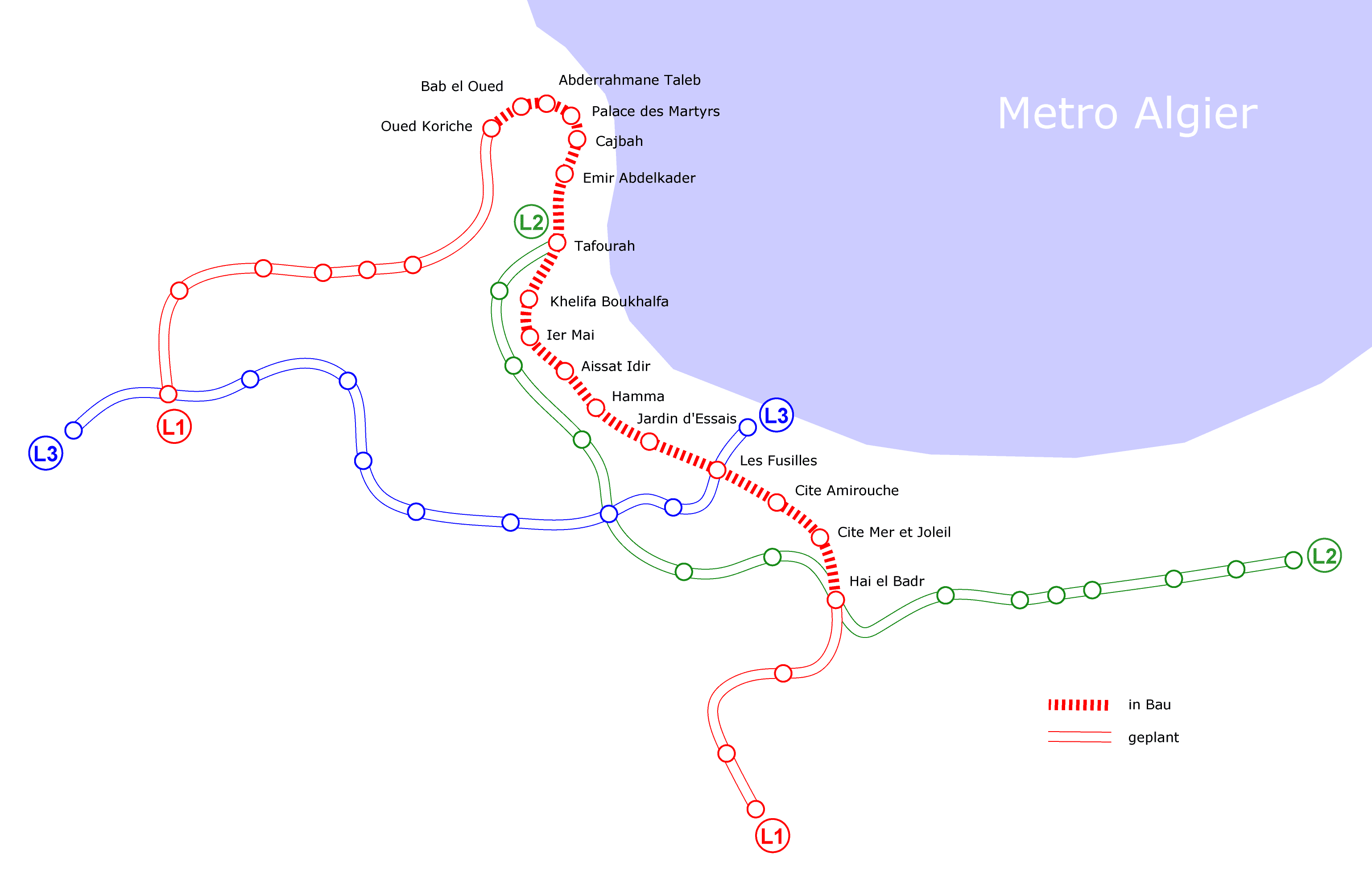
Der frühere Metroplan mit Stand 2006

Die algerische Regierung und die Stadtverwaltung von Algier hielten lange am früheren Metroplan fest, in dem der Bau zweier weiterer U-Bahn-Strecken in der algerischen Hauptstadt geplant war. Eine zweite Strecke, die sich an den Stationen Haï el Badr und Tafourah mit der ersten kreuzen sollte, sollte am Bahnhof Grande Poste im Stadtzentrum beginnen und die Hochebene Bab Ezzouar Annassers über Badjarah und El-Harrach verbinden. Bei vollständiger Realisierung der Linien 1 und 2 wäre in Algier ein so genanntes „Fischblasennetz“ entstanden. Eine dritte Linie, die zwischen Hussein Dey und Aïn Allah über Annassers verkehren sollte, hätte eher die Außenbereiche Algiers erschließen sollen.
Zwischenzeitlich sind diese Planungen ad acta gelegt worden. Stattdessen wurden mehrere Studien für unterschiedliche Streckenverlängerungen des bestehenden Netzes in Auftrag gegeben. Als Endausbau wird aktuell ein Netz mit 60 Kilometern Streckenlänge und insgesamt 58 Haltestellen angestrebt. Am weitesten fortgeschritten sind die Vorbereitungen für eine Erweiterung im Nordwesten über die im Bau befindliche Endstation Triolet hinaus nach Chevalley über weitere 6 Kilometer mit 5 Haltestellen.
Es sind folgende Erweiterungen in Planung:
- eine Nordwestverlängerung Chevalley–Draria (ca. 14 km)[9]
- ein weiterer Streckenast Bab Ezzouar–Dar El Beida–Rouiba–Reghaia[10]
- eine Süderweiterung Baraki–Eukalyptus[10]

Darüber hinaus hatte das staatliche Baukonsortium Consider in Zusammenarbeit mit Alstom und der Schweizer Ingenieursgesellschaft VSL International am 15. Dezember 2014 das Projekt einer Leicht-U-Bahn vom System Axonis von Haï El Badr nach Chevalley entlang der südlichen Ringstraße von Algier, der Rocade sud d'Alger, über 15,2 Kilometer mit 11 Haltestellen vorgestellt. Von dem Projekt oder dem System Axonis findet sich aber keinerlei aktuelle Info mehr.

### Straßenbahn
2002 wurden Planungen zum Bau eines ergänzenden Straßenbahnnetzes vorgestellt. Eine östliche, 30 Kilometer lange Linie vom Stadtzentrum über Bordj El Kiffan nach Aïn Taya mit 30 Haltestellen sowie eine westliche zwischen der Stadt Bab El Oued und Aïn Benian über 17 Kilometer mit 20 Haltestellen. Die Planungen gingen von bis zu 200.000 Fahrgästen täglich aus. Der erste Streckenabschnitt der Linie Ost (Ligne Est) ging 2011 in Betrieb, eine Verlängerung erfolgte dann bereits in 2012.

## Fahrzeuge

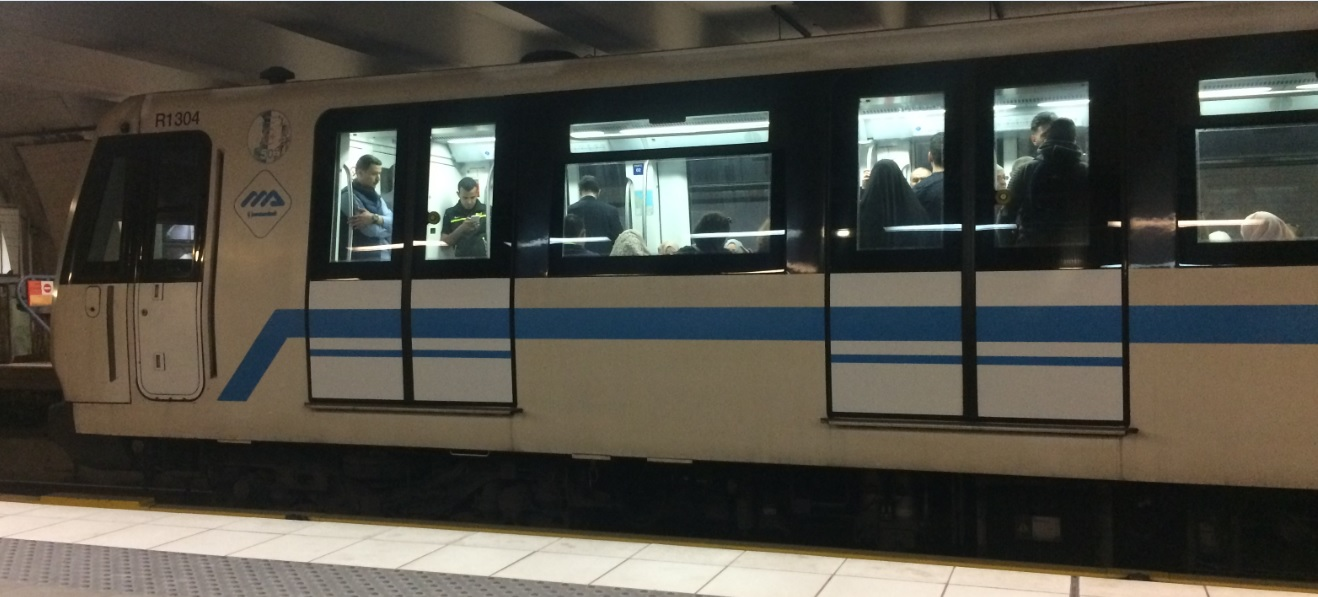
Wagen R1304 der Metro Algier in 2018

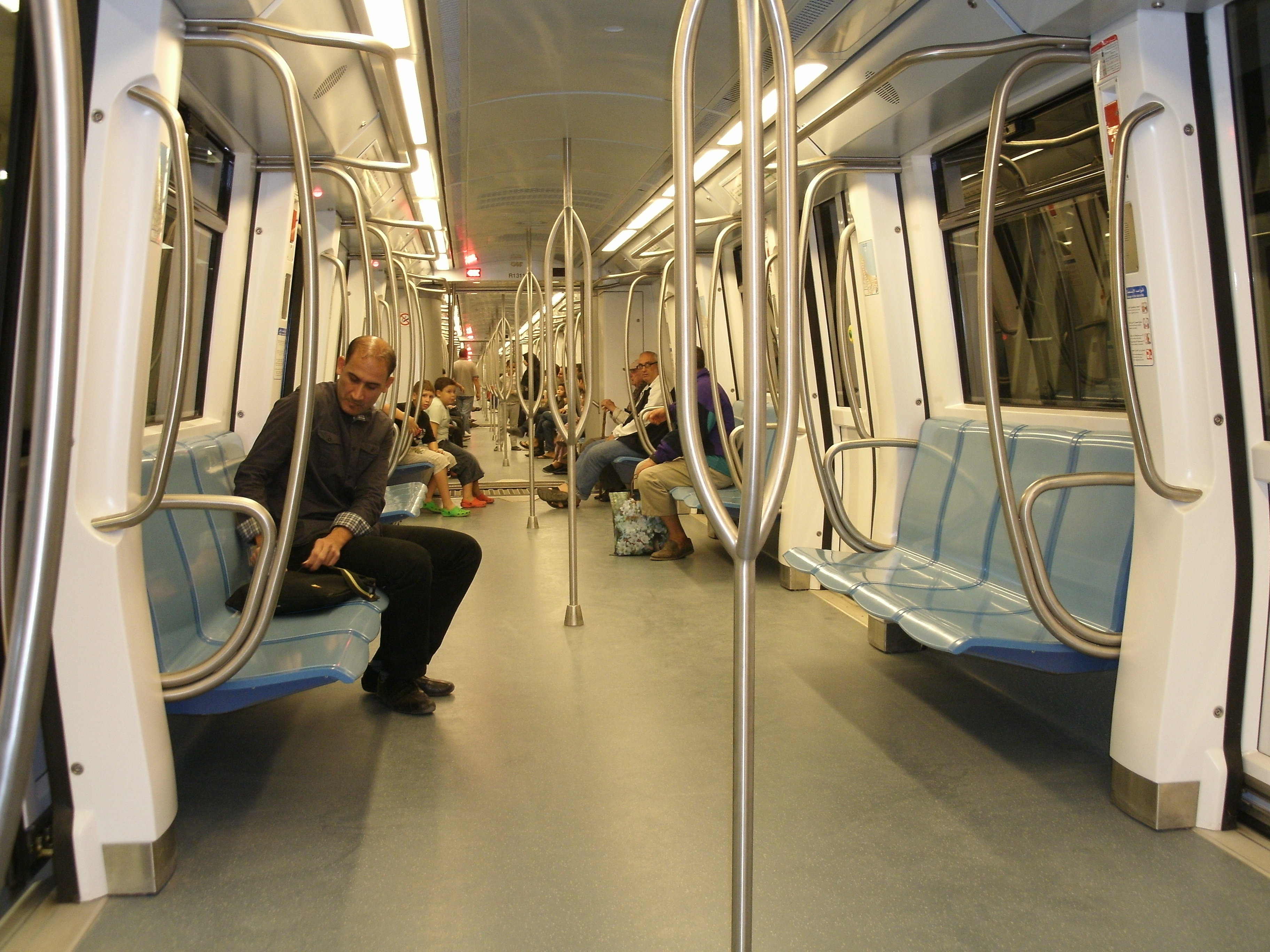
Innenansicht eines Zuges

Die Linie 1 der U-Bahn von Algier wurde zur Eröffnung des ersten Streckenabschnittes mit 14 sechsteiligen Triebzügen des spanischen Herstellers CAF ausgestattet. Die Garnituren sind durchgehend zwischen den Wagen begehbar und haben eine Länge von 107,98 Metern und eine Breite von 2,83 Metern. Jeder Zug verfügt über 4 Türen pro Wagen und Seite (insgesamt 48) und kann bis zu 1.290 Personen transportieren, davon 210 auf Sitzplätzen. Die Höchstgeschwindigkeit beträgt 72 km/h. Am 28. September 2008 traf die erste Zuggarnitur aus Spanien per Schiff im Hafen von Algier ein und die letzte der vierzehn Einheiten vervollständigte am 8. August 2009 die Flotte. Die Fahrzeuge erhielten die Wagennummern R1301 bis R1314.
Ab Juni 2018 wurden im Rahmen der Streckenerweiterungen zwölf ebenfalls sechsteilige Triebzügen der neuen Generation mit den Nummern R2301 bis R2312 von CAF geliefert. Es wurde eine Garnitur pro Monat in Dienst gestellt.